# Tournée de l'équipe des Lions britanniques et irlandais de rugby à XV en 1904
 (décembre 2023).

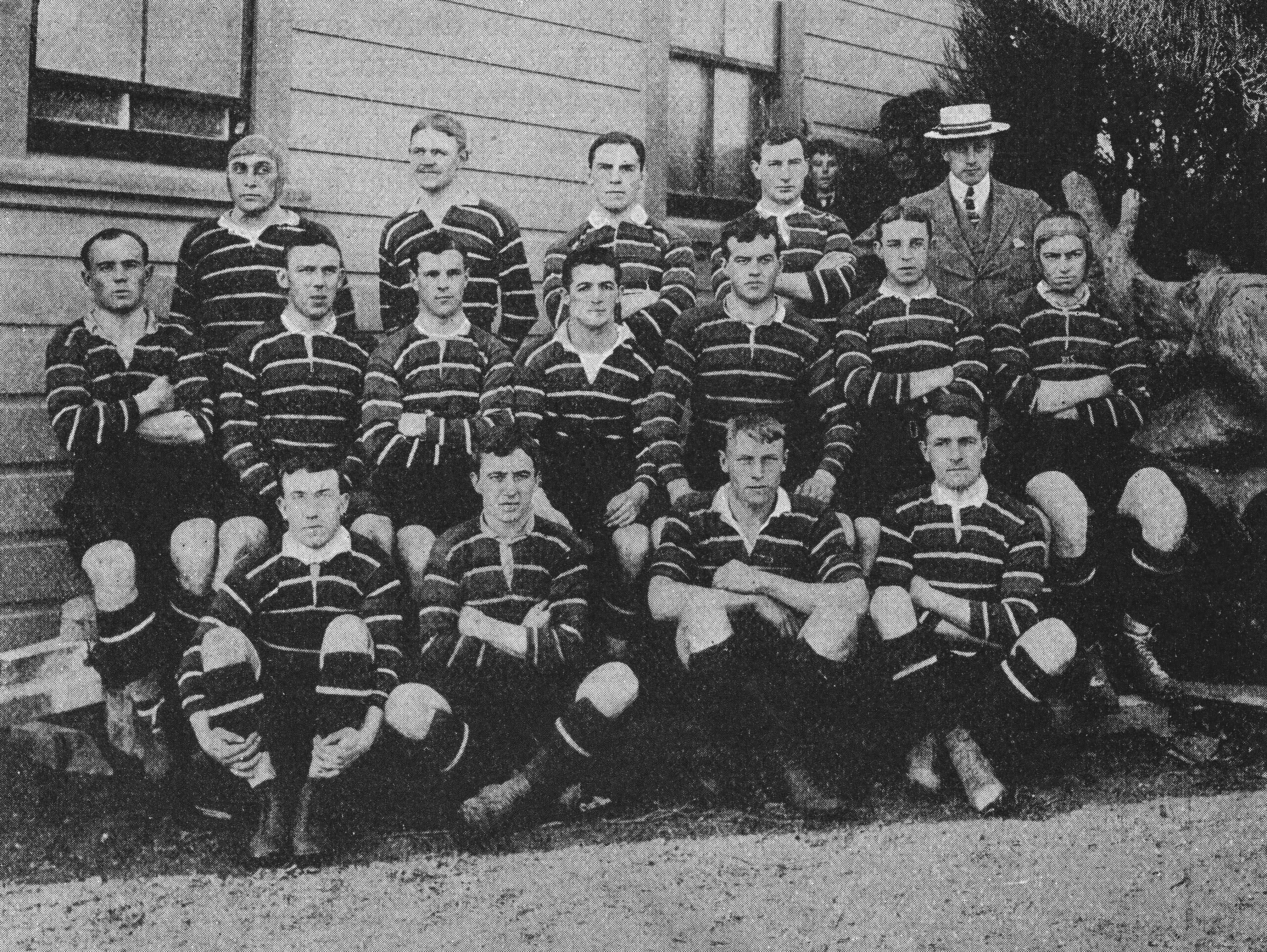
L'équipe nationale de rugby des Iles Britanniques en 1904

La tournée des Lions britanniques de 1904 en Nouvelle-Zélande et en Australie était la sixième tournée d'une équipe de rugby à XV des îles Britanniques et la troisième en Nouvelle-Zélande ou en Australie. Elle est considérée rétrospectivement comme l'une des tournées des Lions britanniques, la convention de dénomination des Lions n'ayant été adoptée qu'en 1950.
Menée par le capitaine écossais David Bedell-Sivright et dirigée par Arthur O'Brien, la tournée comprenait 19 matchs, dont 14 en Australie et 5 en Nouvelle-Zélande. Quatre de ces matchs étaient des tests - trois contre l'Australie et un contre les All Blacks.
C'était la première fois qu'une équipe britannique jouait à la fois contre l'Australie et la Nouvelle-Zélande au cours d'une même tournée. Le capitaine de l'équipe, Bedell-Sivright, vétéran de la tournée de 1903 en Afrique du Sud, a été sollicité par la Rugby Football Union d'Angleterre pour diriger l'équipe. Bedell-Sivright se cassa la jambe lors du premier match de la tournée en Nouvelle-Zélande, et Teddy Morgan prit la relève.

## Effectifs de la tournée
Entraineur : 
- Arthur O'Brien

### Arrières
- Christopher Stanger-Leathes (Northern)

Trois-quarts
- John Fisher (Hull et East Ridings)
- Rhys Gabe (Cardiff)
- Fred Jowett (Swansea)
- Willie Llewellyn (Newport)
- Teddy Morgan (London Welsh)
- Pat McEvedy (Guy's Hospital)
- Arthur O'Brien (Guy's Hospital)

Demi
- Percy Bush (Cardiff)
- Tommy Vile (Newport)
- Frank Croft Hulme (Birkenhead Park)

### Avants
- David Bedell-Sivright (Université de Cambridge et Écosse) (capitaine)
- Sid Bevan (Swansea)
- Sidney Nelson Crowther (Lennox FC)
- John Sharland (Streatham)
- Denys Dobson (Université d'Oxford)
- Charlie Patterson (Malone RFC)
- Reg Edwards (Malone RFC)
- Arthur Harding (Cardiff)
- Burnett Massey (Hull et East Ridings)
- Ron Rogers (Bath)
- Stuart Saunders (Guy's Hospital)
- D.H. Traill (Guy's Hospital)
- Blair Swannell (Northampton)

## Calendrier et résultats

### Test matchs
| no | Date       | Lieu       | Match                                 | Score |
| -- | ---------- | ---------- | ------------------------------------- | ----- |
| 1  | 2 juillet  | Sydney     | Australie - Lions britanniques        | 0-17  |
| 2  | 23 juillet | Brisbane   | Australie - Lions britanniques        | 3-17  |
| 3  | 30 juillet | Sydney     | Australie - Lions britanniques        | 0-16  |
| 4  | 13 août    | Wellington | Nouvelle-Zélande - Lions britanniques | 9-3   |

### Autres matchs
| no | Date       | Lieu         | Match                             | Score |
| -- | ---------- | ------------ | --------------------------------- | ----- |
| 1  | 18 juin    | Sydney       | NSW Waratahs                      | 0-27  |
| 2  | 22 juin    | Bathurst     | Western District Combined         | 6-21  |
| 3  | 25 juin    | Sydney       | NSW Waratahs                      | 6-29  |
| 4  | 29 juin    | Sydney       | Metropolitan Union                | 6-19  |
| 5  | 6 juillet  | Newcastle    | Northern District                 | 3-17  |
| 6  | 9 juillet  | Brisbane     | Queensland Reds                   | 5-24  |
| 7  | 13 juillet | Brisbane     | Metropolitan Union                | 3-17  |
| 8  | 16 juillet | Brisbane     | Queensland Reds                   | 7-18  |
| 9  | 20 juillet | Toowoomba    | Toowoomba                         | 3-12  |
| 10 | 27 juillet | Armidale     | New England                       | 9-26  |
| 11 | 6 août     | Christchurch | Canterbury / West Coast RU        | 3-5   |
| 12 | 10 août    | Dunedin      | Otago / Southland RU              | 8-14  |
| 13 | 17 août    | New Plymouth | Taranaki / Wanganui / Manawatu RU | 0-0   |
| 14 | 20 août    | Auckland     | Auckland RU                       | 0-13  |
| 15 | 31 août    | Sydney       | NSW Waratahs                      | 0-5   |